# Robackia pilicauda
Robackia pilicauda är en tvåvingeart som beskrevs av Ole Anton Saether 1977. Robackia pilicauda ingår i släktet Robackia och familjen fjädermyggor. Arten är reproducerande i Sverige. Inga underarter finns listade i Catalogue of Life.